# Taenioplana teredini
Taenioplana teredini är en plattmaskart. Taenioplana teredini ingår i släktet Taenioplana och familjen Latocestidae. Inga underarter finns listade i Catalogue of Life.